# NGC 4794
NGC 4794 is een balkspiraalstelsel in het sterrenbeeld Raaf. Het hemelobject werd op 24 februari 1786 ontdekt door de Duits-Britse astronoom William Herschel.

## Synoniemen
- MCG -2-33-60
- PGC 44012